# يوروسو
يوروسو (بالإنجليزية: Yorosso)‏ هي مدينة و بلدية في منطقة سيكاسو في مالي، وهي عاصمة دائرة يوروسو في منطقة سيكاسو .